# Кокулло
Кокулло (итал. Cocullo) — коммуна в Италии c 226 жителями, в области Абруццо, в провинции Л’Акуила. Расположена на холме, крайнем южном отроге горы Катини (1319 метров над уровнем моря), на границе долины Пелинья и Марсика, является сельскохозяйственным центром в верхней долине на реке Стрельца.
Население составляет 226 человек (на 2017 год), плотность населения составляет 7,15 чел./км². Занимает площадь 31,61 км². Почтовый индекс — 67030. Телефонный код — 0864.
Покровителем населённого пункта считается святой Доминик из Фолиньо. Праздник ежегодно отмечается 1 мая.